# Valeria Shashenok
Valeria Shashenok (en ucraniano: Валерия Шашенок; nacida el 17 de julio de 2001) es una fotógrafa ucraniana que atrajo la atención internacional por sus videos satíricos de TikTok que documentan la invasión rusa de Ucrania de 2022. Algunos la han comparado con Ana Frank.

## Vida durante la guerra
Shashenok, que es de Chernígov, Ucrania, trabajó como fotógrafa independiente. Desde el 24 de febrero de 2022 hasta la semana del 13 de marzo, vivió en un refugio antiaéreo, donde documentó de forma cómica las técnicas de supervivencia de su familia y la destrucción de su ciudad natal (que se encuentra en la frontera entre Rusia y Bielorrusia), mientras que sus amigos habían huyó a países como Bulgaria e Italia. Su video más destacado con la canción siciliana «C'è la luna mezzo mare», que se volvió viral internacionalmente y ha acumulado más de 28 millones de visitas. Anteriormente había usado TikTok para negocios locales y su vida personal, pero sus crónicas de la guerra comenzaron a cobrar fuerza cuando usó subtítulos en inglés. Publicó sobre la guerra para disipar los estereotipos negativos sobre Ucrania y su gente, así como para combatir las narrativas de fake news en los medios estatales rusos.
A mediados de marzo escapó sola a Polonia, mientras sus padres se quedaron en Ucrania. Según su relato, fue de Kiev a Lviv, luego de Lviv a Przemyśl de Polonia; aunque no tenía pasaporte, usó documentos de la aplicación Diia de Ucrania y se le permitió ingresar al país. Desde Przemyśl, viajó a Varsovia vía Lodz y fue entrevistada por un periodista polaco de Telewizja Polska que la reconoció en una parada de tren. Durante este viaje también fue entrevistada por CNN en Español, Cosmopolitan Italia, y La Repubblica. Actualmente es una refugiada en Italia.